# Alexandru Surdu

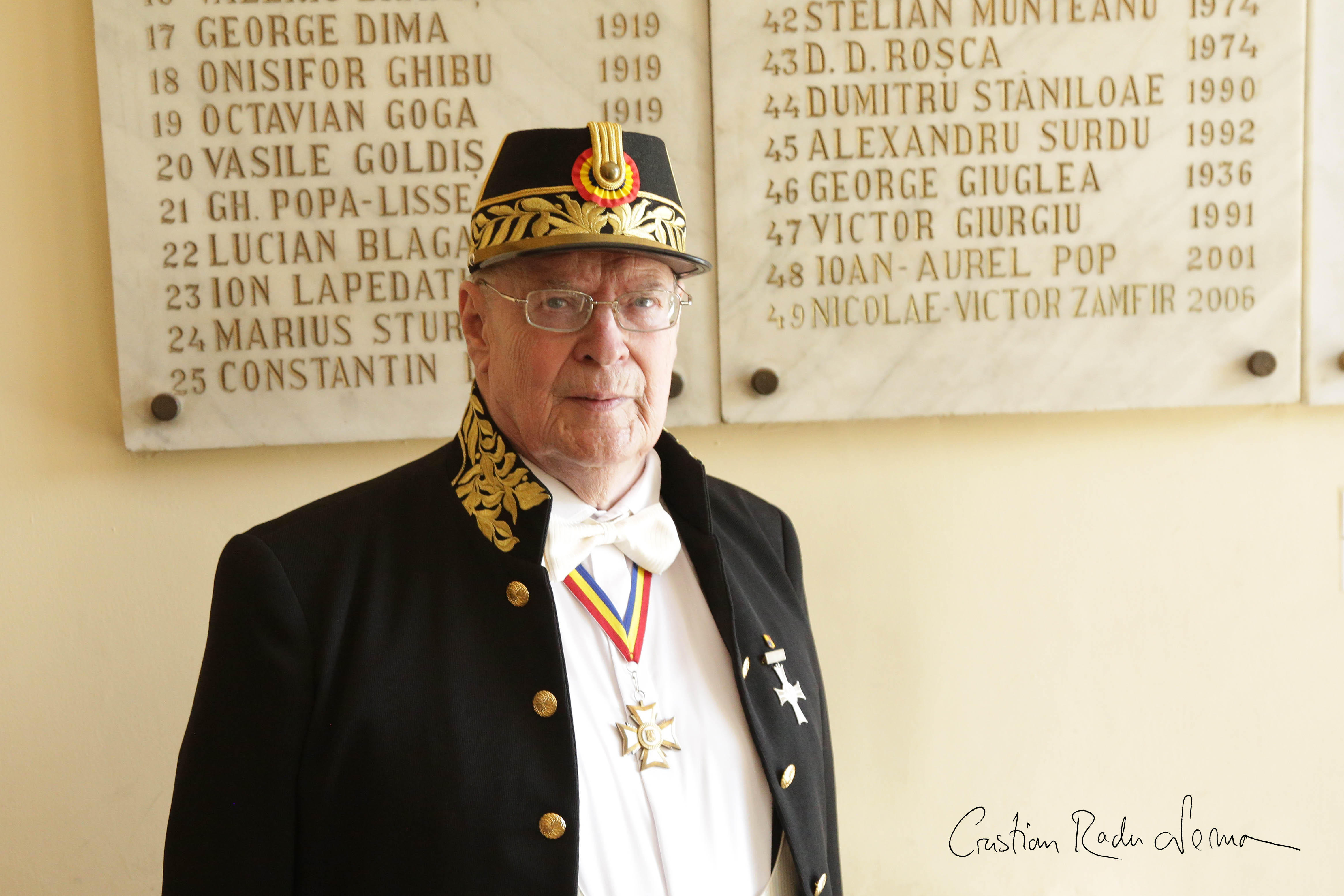
Academicianul Alexandru Surdu la Colegiul Național „Andrei Șaguna” din Brașov, lângă tabloul de onoare

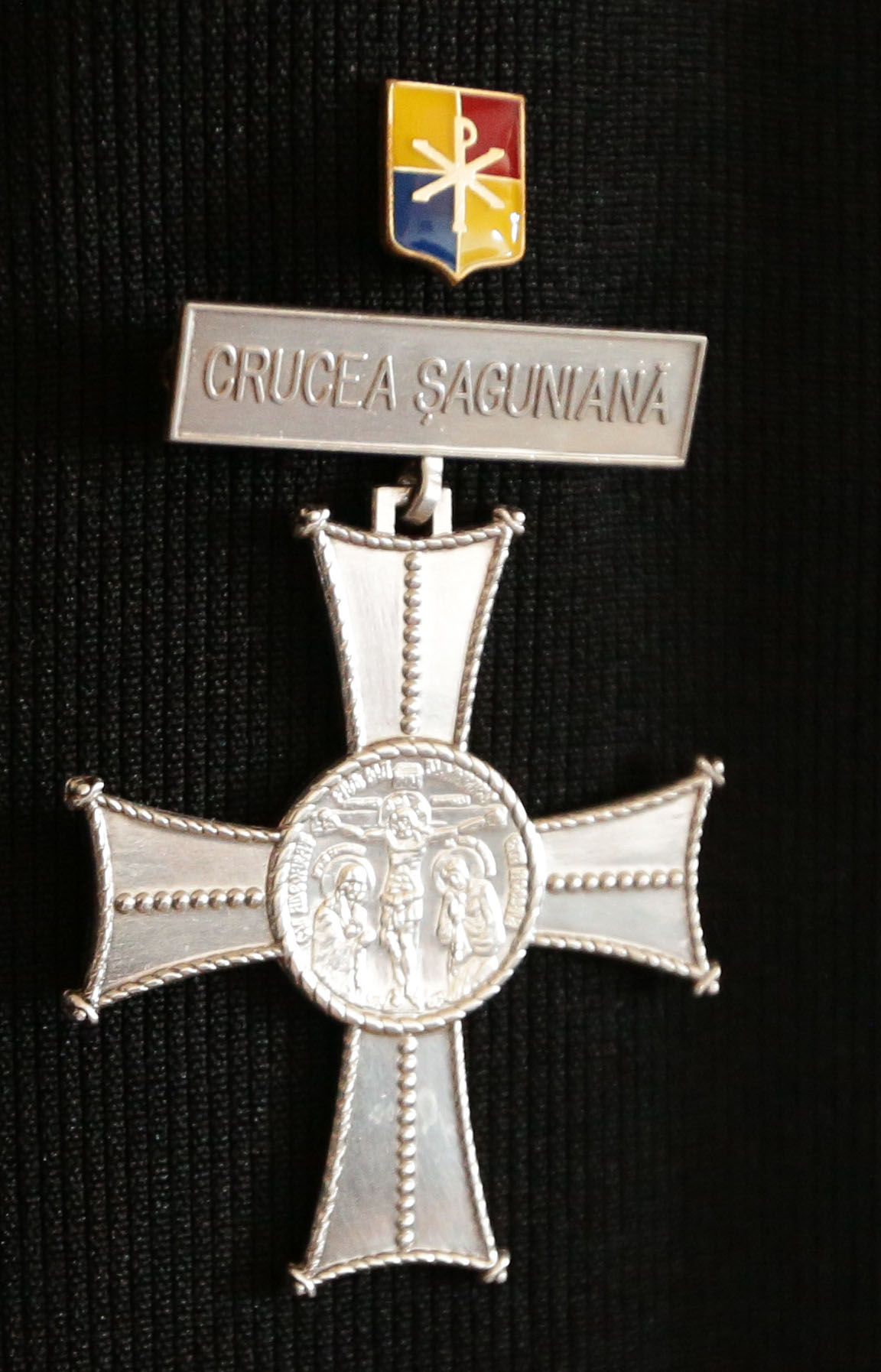
Crucea Șaguniană - una dintre distincțiile Academicianului Alexandru Surdu

Alexandru Surdu (n. 24 februarie 1938, Brașov, România – d. 11 decembrie 2020) a fost un filosof român, profesor de filosofie, membru titular (din 1993) al Academiei Române.

## Biografie
- 1959 - 1963 Studiază la Facultatea de Filosofie a Universității din București
- 1969 - 1970 Studiază la Universitatea din Amsterdam logica simbolică și fundamentele matematicii
- 1972 Membru corespondent al Consiliului Superior de Logică și Științe Comparate din Bologna
- 1976 Doctor în filosofie
- 1992 Vicepreședinte al Secției de Filosofie, Teologie, Psihologie și Pedagogie a Academiei Române
- 1993 Membru titular al Academiei Române și președinte al Sectiei de Filosofie, Teologie, Psihologie și Pedagogie a Academiei Române
- 1993 - 2007 Profesor la Facultatea de Filosofie a Universității din București
- 1994 - 2020 Profesor la Facultatea de Psihologie a Universității Titu Maiorescu din București
- 1997 Director al Institutului de Filosofie și Psihologie „Constantin Rădulescu-Motru” al Academiei Române.
- 1998 Membru al Uniunii Scriitorilor din România

## Operă

### Cărți
1. Logică clasică și logică matematică, 1971
2. Elemente de logică intuiționistă, Editura Academiei Române, București, 1976
3. Neointuiționismul, Editura Academiei Române, București, 1977
4. Actualitatea relației gândire-limbaj. Teoria formelor prejudicative, Editura Academiei Române, Bucuresti, 1989
5. Șcheii Brașovului, Editura Științifică, București, 1992
6. Pentamorfoza artei, Editura Academiei Române, București, 1993
7. Vocații filosofice românești, Editura Academiei Române, București, 1995
8. Contribuții românești în domeniul logicii în secolul XX, Editura Fundației România de mâine, București, 1999
9. Gândirea speculativă - Coordonate istorico-sistematice, Paideia, București, 2000
10. Filosofia modernă - Orientări fundamentale, Editura Paideia, București, 2002
11. Confluențe cultural-filosofice, Editura Paideia, București, 2002
12. Filosofia contemporană, Editura Paideia, București, 2003
13. Mărturiile anamnezei, Editura Paideia, București, 2004
14. Rumänische Beiträge zur modernen Deutung der Aristotelischen Logik (ed.), Georg Olms Verlag, Hildesheim, Zürich, New York, 2004
15. Teoria formelor prejudicative, ed. a II-a, Editura Academiei Române, București, 2005
16. Istoria logicii românești (coord.), Editura Academiei Române, București, 2006
17. Aristotelian Theory of Prejudicative Forms, Georg Olms Verlag, Hildesheim, Zürich, New York, 2006
18. Filosofia pentadică I, Problema Transcendenței, Editura Academiei Române, București, 2007
19. Teoria formelor logico-clasice, Editura Tehnică, București, 2008
20. Cercetări logico-filosofice, Editura Tehnică, București, 2009
21. Comentarii la rostirea filosofică, Editura Kron-Art, Brașov, 2009, 186 p.
22. Izvoare de filosofie românească, Editura Biblioteca Bucureștilor, București, 2010, 171 p. ; ediția a II-a, Editura Renaissance, București, 2011, 161 p.
23. A sufletului românesc cinstire, Editura Renaissance, București, 2011, 197 p.
24. Filosofia pentadică III, Existența nemijlocită, Edit. Academiei Române, Edit. Ardealul, București, Târgu-Mureș, 2014.
25. Pietre de poticnire, Edit. Ardealul, Târgu-Mureș, 2014
26. La porțile împărăției, Edit. Contemporanul, București, 2016
27. Comemorare Titu Maiorescu, vol. I, Opera filosofică, Edit. Academiei Române, București, 2017.
28. Comemorare Titu Maiorescu, vol. II, Studii despre filosofia lui Titu Maiorescu (coord.), Edit. Academiei Române, București, 2017.
29. Istoria Filosofiei Românești (coord.), Editura Academiei Române, București, 2018, 494 p.
30. Monumente pentru eroii culturii române, Editura Contemporanul, 2018, 208 p.
31. De la Marea Unire la România Mare, Editura Moroșan, 2019, Editura Contemporanul, 2020, 138 p.
32. București, Capitala Eroilor Patriei Române, Editura Integral, 2019 (autori: Alexandru Surdu și Cristian Radu Nema)
33. Eminescu și Filosofia, Editura Ardealul, Târgu Mureș, 2020, 200 p.
34. Ordinul Cavalerilor Marmațieni, Editura Ardealul, Târgu Mureș, 2020, 200 p.
35. Gânduri despre Lucian Blaga, Editura Ardealul, Târgu Mureș, 2020, 262 p.
36. Filosofia Pentadică IV, Teoria Ființei, Editura Academiei Române, București, 2020

## Traduceri
1. Karl R. Popper: Logica cercetării (Logik der Forschung), Editura Științifică și Enciclopedică, București, 1981 (în colaborare cu M. Flonta si E. Tivig);
2. Ludwig Wittgenstein: Tratatul logico-filosofic (Tractatus logico-philosophicus), în: "Secolul 20", nr. 11–12, 1981; în Filosofia contemporană în texte alese și adnotate, Partea I, Universitatea din București, 1985; în Editura Humanitas, București, 1991;
3. Immanuel Kant: Logica generală (Logik), Editura Științifică și Enciclopedică, București, 1985;
4. Titu Maiorescu: Elemente de logică pentru gimnazii (Grundzüge der Logik für Gymnasien), în: "Manuscriptum", XV, nr. 1–2, 1984; XVII, nr. 1, 1986 și în Titu Maiorescu: Scrieri de logică, Editura Științifică și Enciclopedică, București, 1988;
5. Nae Ionescu: Logistica – încercarea unei noi fundamentări a matematicii (Logistik – Versuch einer neuen Begründung der Mathematik), în: "Astra", XXV, nr. 1–2, 1992 și în Nae Ionescu: Neliniștea metafizică, Editura Fundației Culturale Române, București, 1993.

## Articole și studii
- Alexandru Surdu la Prezidiul Academiei Române

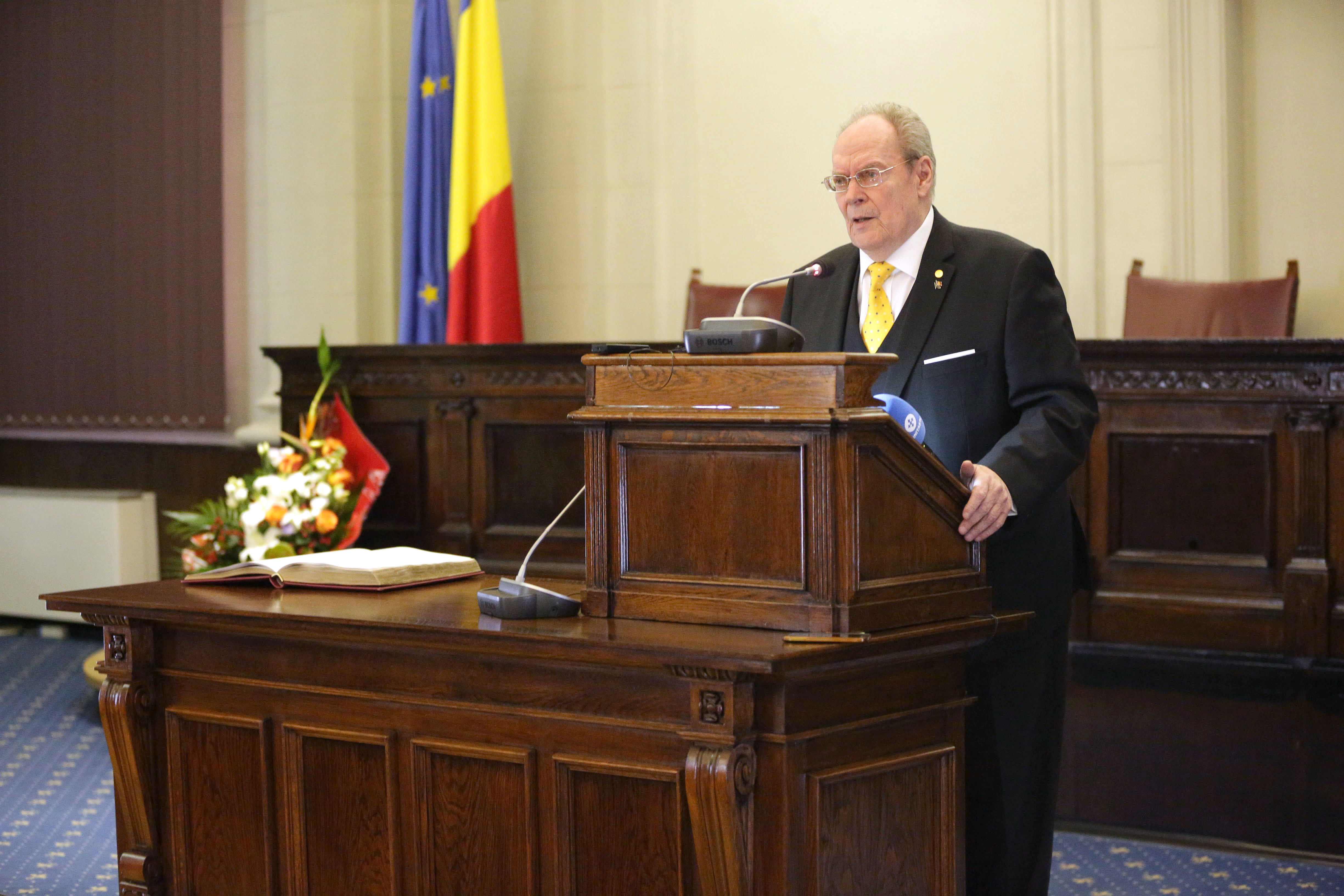
Alexandru Surdu la Prezidiul Academiei Române

- Bemerkungen zur Frage der Wahrheit in der Ersten Analytiken (în colaborare cu G.N. Öffenberger), în: „Analele Universității București“, seria Acta logica, nr. 7–8, 1964;
- Zur Wahrheit und Richtigkeitsfrage in der Aristotelischen Syllogistik (în colaborare cu G. N. Öffenberger), în: „Revue roumaine des sciences sociales“, série de Philosophie et logique, tome 9, nr. 3, 1965;
- Consideration sur le probleme d’une „logique integrale“, în: „Revue roumaine des sciences sociales“, série de Philosophie et logique, tome 10, nr. 2, 1966;
- Despre problema termenilor singulari în silogistică, în: „Probleme de logică“, vol.I, Editura Academiei, București, 1968;
- Asupra conceptului de logică integrală, în: „Ramuri“, nr. 1, 1968;
- Logica integrală și paradoxele logice, în: „Ramuri“, nr. 4, 1968; Despre semnificația „Tratatului logico-filosofic“ al lui L. Wittgenstein, în: „Ramuri“, nr. 9, 1968;
- Trei sensuri ale logicii dialectice, în: „Ramuri“, nr. 12, 1968;
- La logique mathematique et la theorie du langage, în: „Revue roumaine des sciences sociales“, série de Philosophie et logique, tome 13, nr. 2, 1969;
- Actualitatea perpetuă a conceptului de modalitate, în: „Ramuri“, nr. 12, 1969;
- La logique d'Aristote et la logique stoïcienne, în: „Revue roumaine des sciences sociales“, série de Philosophie et logique, tome 13, nr. 3, 1969;
- Judecata ca principiu formal, în: „Probleme de logică“, vol. II, Editura Academiei, București, 1970;
- Considération sur la définition du syllogisme aristotelique dans les Analytica Priora, în: „Recherches sur l'Organon“, Editura Academiei, București, 1971;
- Intérpretation symbolique des prémiers chapitres des „Categories“ d'Aristote, în: „Revue roumaine des sciences sociales“, série de Philosophie et logique, tome 15, nr. 3, 1971;

- Theorie der praejudikativen Formen in den Aristotelischen Kategorien, comunicare la al IV-lea Congres Internațional de filosofie, metodologie și filosofie a științei, București, 1971;
- Trei sensuri ale formei logice „Noțiune“ în interpretare logico-clasică, în: „Probleme de logică“, vol. III, Editura Academiei, București, 1971;
- Du problème des termes singuliers en syllogistique, în: „Revue roumaine des sciences sociales“, série de Philosophie et logique, tome 15, nr. 2, 1971;
- Despre înțelesul și semnificația cuvintelor, în: „Probleme de logică“, vol. IV, Editura Academiei, București, 1972;
- Definiția aristotelică a silogismului, în: „Probleme de logică“, vol. IV, Editura Academiei, București, 1972;
- Problema universalului la Aristotel din perspectiva lucrării „Categoriae“, în: „Probleme de logică“, vol. V, Editura Academiei, București, 1973;
- De la signification prédicative des relations entre le genre et l'espèce, în: „Revue roumaine des sciences sociales“, série de Philosophie et logique, tome 17, nr. 3, 1973;
- Dialectica matematicii, I, II, III, în: „Ramuri“, nr. 3, nr. 4, nr. 5, 1973;
- Logică și contemporaneitate, în: „Ramuri“, nr. 4, 1973;
- F. Engels despre logica dialectică și științele pozitive, în: „Ramuri“, nr. 6, 1973;
- La logique et son developpment en Roumanie (în colaborare cu V. Streinu și T. Ristea), în: „Revue roumaine des sciences sociales“, série de Philosophie et logique, tome 18, nr. 3, 1974;
- Zur logisch-klassischen Deutung des Hegelschen Triade, comunicare la al X-lea Congres internațional Hegel, Moscova, 1974;
- Problemele logiciste, formaliste și intuiționiste în filosofia greacă, în: „Probleme de logică“, vol. VI, Editura Academiei, București, 1975;
- Restricții intuiționiste în analiza logică a limbajului științific, în vol. Epistemologia și analiza logică a limbajului științei, București, 1975;
- Sur la logistique, la logique mathematique et la logique symbolique, în: „Revue roumaine des sciences sociales“, série de Philosophie et logique, tome 19, nr. 1, 1975;
- Das Problem der stoischen deduktiven Schluesse, în: „Revue roumaine des sciences sociales“, série de philosophie et logique, tome 19, nr. 3, 1975;
- Noțiunea clasică și conceptul hegelian, în: „Probleme de logică“, vol. VI, Editura Academiei, București, 1977;
- Perspectivele logicii moderne, în: „Probleme de logică“, vol. VII, Editura Academiei, București, 1977;
- Primul curs de logică al lui Titu Maiorescu, în: „Forum“, XX, nr. 4, 1978;
- Metamorfoza logicii lui Maiorescu, în: „Revista de filosofie“, nr. 4, 1978;
- Quelques aspects dialectiques des formes classiques, în: „Revue roumaine des sciences sociales“, série de Philosophie et logique, tome 22, nr. 2, 1978;
- Intuitionists elements in Aristotle’s work, în: „Revue roumaine des sciences sociales“, série de Philosophie et logique, tome 23, nr. 3–4, 1979;
- Conceptul de hipnoză – coordonate logice, în: „Revista de psihologie“, tomul 26, nr. 2, 1980;
- Valențe creative ale argumentării silogistice, în: „Revista de psihologie“, tomul 27, nr. 1, 1981;

- Valențe creative ale formelor logice, în vol. Stimularea creativității elevilor în procesul de învățământ, Editura Didactică și Pedagogică, București, 1981;
- Intuicionistki ogranicenija v logiceskija analiz na naucnija ezik, în: „Filosofska misal“, Sofia, XXXVII, nr. 5, 1981;
- Considerații asupra manuscrisului „Logica“ al lui Ștefan Odobleja, în: „Școala Mehedințului“, VIII-IX, Drobeta Turnu-Severin, 1982;
- Logica lui Ștefan Odobleja în vol. Cibernetica generalizată, Editrice Nagard, Roma, 1982;
- Orientări tradiționale, moderne și moderniste în dialectică în: „Astra“, XXVII, nr. 5, 1983;
- Petre Botezatu – Roumain logician (1911–1981), în: „Revue roumaine des sciences sociales“, série de Philosophie et logique, tome 27, nr. 2–3, 1983;
- Stephane Lupasco – un reprezentant extremist al dialecticii moderniste, în: „Astra“, XVII, nr. 9, 1983;
- Începuturile diateticii binare, în: „Astra“, XIX, nr. 10, 1984; Logica rezonanței a lui Ștefan Odobleja, în: „Ramuri“, nr. 10, 1984;
- Almanah „Viața românească“, 1985; Perspectiva clasicist-filosofică a lui Athanase Joja, în: „Luceafărul“, XXVII, nr. 45, 10 nov. 1984;
- Klassische Praedikation und Hegelsche Triade, în: „Revue roumaine des sciences sociales“, série de Philosophie et logique, tome 28, nr. 3–4, 1984;
- Die Geschichte der Logik aus der klassisch-philosophischen Perspektive Athanase Joja, în: „Noesis“, XI, 1985;
- În apărarea logicii lui Maiorescu, în: „Luceafărul“, XXX, nr. 2, 1987; Considération sur la logique de Platon, în: „Noesis“, XIII, 1987;
- Concepția lui Athanase Joja despre istoria logicii, în vol. Athanase Joja în cultura românească, Editura Dacia, Cluj-Napoca, 1989;
- Dialectica binară în viziunea lui Ștefan Odobleja, în: „Forum“, XXXI, nr. 4, 1989;
- Perspective și limite ale „Tratatului logico-filosofic“ al lui Wittgenstein, în: „Revista de filosofie“, XXXVI, nr. 5, 1989;
- Introducere la dialogurile logice, în: Platon, Opere, vol. VI, Editura Științifică și Enciclopedică, București, 1989;
- Probleme ale dialecticii pentadice în teoria și filosofia muzicii, în: „Revista de filosofie“, XXXVII, nr. 1, 1990; Notă introductivă, la Dimitrie Cantemir: Compendiolum universae logices institutionis, în: „Revista de filosofie“, XXXVIII, nr. 1–2, 1991;
- Logica genetică, în: „Academica“, I, nr. 9, 1991;
- Specificul logicii hermeneutice, în: „Academica“, I, nr. 10, 1991;
- Titu Maiorescu – logicianul. Între tradiție și actualitate, în: „Revista de filosofie“, XXXVIII, nr. 3–4, 1991;
- Logica în cultura română, în: „Academica“, I, nr. 12, 1991;
- Ipostazele dialecticii, în „Academica“, II, nr. 3, 1992;
- Formalismul și intuiționismul în dezvoltarea logicii moderne, în vol. Orientări contemporane în filosofia logicii, Editura Științifică, București, 1991;

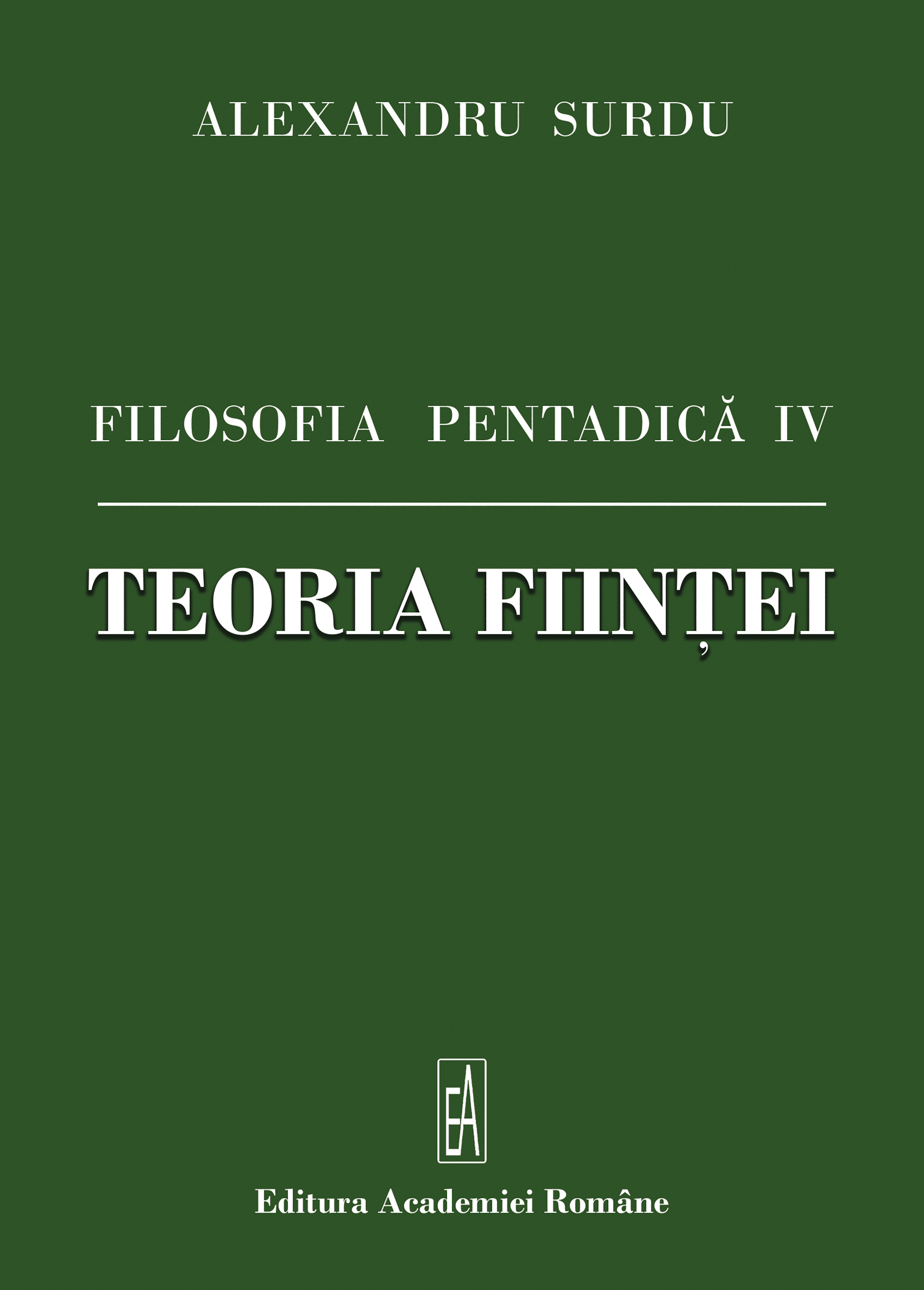
Filosofia Pentadica IV - Teoria Fiintei

- Filosofia Pentadica IV - Teoria FiinteiIntelect, rațiune, speculațiune, în: „Academica“, II, nr. 4, 1992;
- Principii de logică și filosofie matematică, în: „Academica“, II, nr. 4, 1992;
- Semnificația metodologică a dialecticii, în: „Academica“, III, nr. 1, 1992;
- Suportul ontic al doctrinelor logice, în: „Academica“, III, nr. 2, 1992; Inovații în logica formală la Florea Țuțugan, în: „Academica“, III, nr. 7, 1993;
- Antitetică, dialectică negativă și antiologie la Platon, în „Probleme de logică“, vol. X, Editura Academiei Române, București, 1993; Ierarhia sistemelor formale, în „Academica“, III, nr. 11, 1993; *Semnificația logicii în opera lui Dimitrie Cantemir, în: „Academica“, IV, nr. 3, 1994;
- Athanase Joja și Centrul de Logică, în „Academica“, IV, nr. 6, 1994;
- Prefață, la Niels Öffengerger, Contribuții la preistoria logicii polivalente, Editura Saeculum, București, 1993;
- Probleme de logică speculativă, în: „Academica“, IV, nr. 12 (48), 1994; în România. Accelerarea tranziției, Editura I.N.I., București, 1996;
- Semnificația logicii naturale a lui Petre Botezatu, în „Academica“, VI, nr. 12 (72), 1996;
- Sur la logique de la résonance de Ștefan Odobleja, în: „Noesis“, XXI, 1996;
- Logica naturală și operativă, în vol. Petre Botezatu. In memoriam, Editura Ancarom, Iași, 1996; *Scheme și sisteme dialectico-speculative, în: „Academica“, nr. 6 (78), 1997;
- Considerațiuni despre logica științelor sociale, în: „Revista de teorie socială“, I, nr. 1, 1997;
- Conceptul de logică a religiei, în: „Revista de teorie socială“, II, nr. 1, 1998;
- Intelect, rațiune și speculațiune la Nae Ionescu, în: „Dosarele istoriei“, IV, nr, 5 (33), 1999;
- Aplicații ale logicii în opera lui Dimitrie Cantemir, în: „Academica“, IX, nr. 6 (102), 1999;
- Semnificația logicii în opera lui Dimitrie Cantemir, în: „Armonia“, VII, nr, 1–2, 1999;
- Lazăr Șăineanu despre logică și gramatică, în: „Academica“, IX, nr. 11 (107), 1999;
- Probleme dialectico-speculative în Critica rațiunii pure, în: „Revista de teorie socială“, III, nr. 4, 1999;

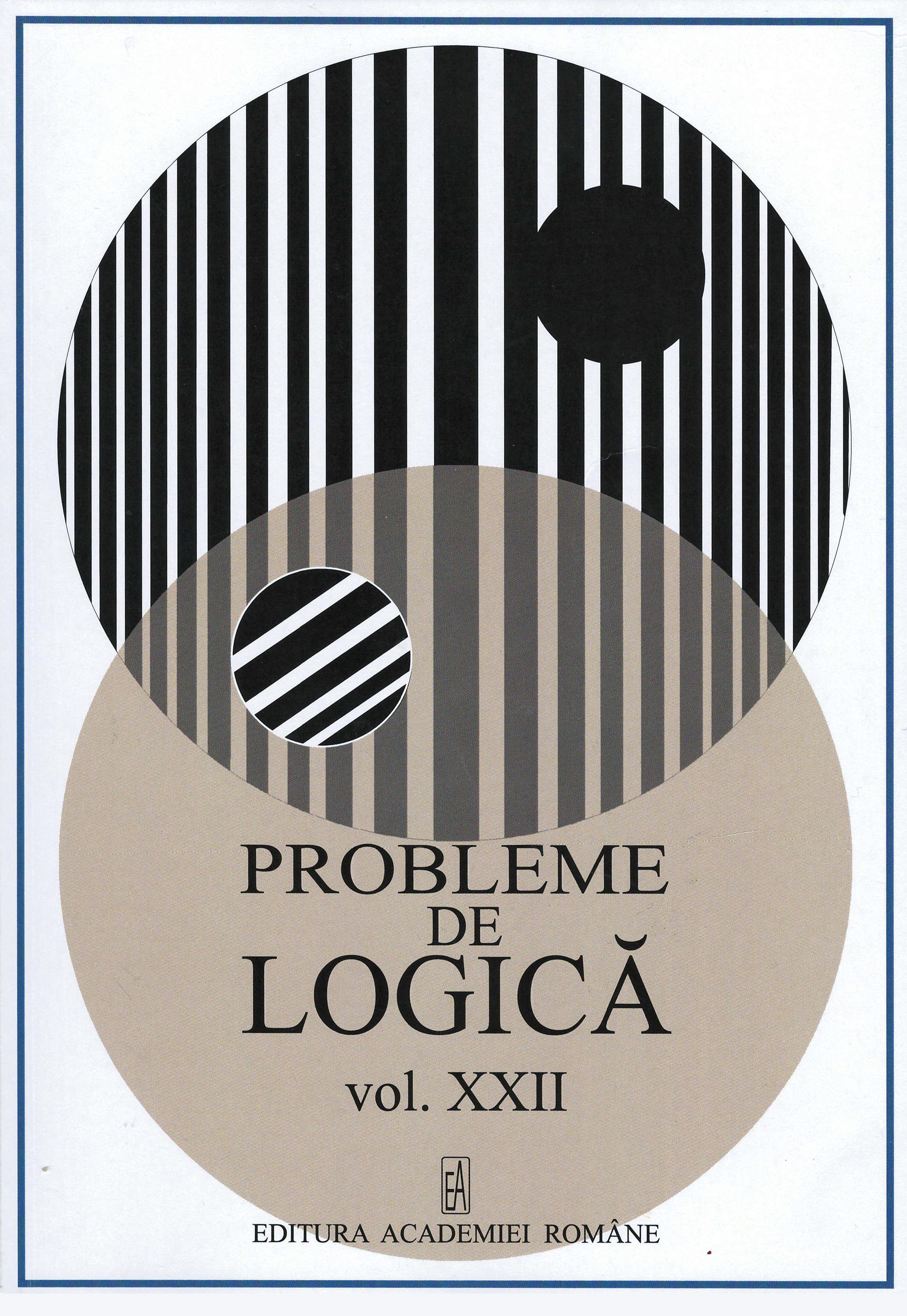
Probleme de logica

- Probleme de logicaAbsolutizarea dialecticii triadice la Hegel, în: „Academica“, X, nr. 3 (111), 2000;
- Începuturile gândirii speculative la grecii antici, în: „Academica“, XI, nr. 1–2 (121–122), 2000; „Revista de teorie socială“, IV, nr. 4, 2000;
- Ion Petrovici – un pionier al logicii modale, în: „Revista de filosofie“, XLVI, nr. 5–6, 1999;
- Anton Dumitriu – logica polivalentă și philosophia mirabilis, în: „Revista de filosofie“, XLVI, nr. 5–6, 1999;
- Valoarea logicii și valoarea vieții la Petre Andrei, în: „Academica“, XI, nr. 9–10 (129–130), 2001;
- Performanțele logicii românești în secolul al XX-lea, în: „Revista de filosofie“, XLVIII, nr. 1–2, 2001;
- Psihologia consonantistă și logica rezonanței la Ștefan Odobleja, în: „Argeș“, II (36), nr. 9 (240), 2002;
- Socrate și începuturile logicii, în: „Academica“, XIII, nr. 9 (146), 2002;
- Dan Bădărău – un reprezentant al clasicismului logic, în: „Academica“, XIII, nr. 12 (149), 2003;
- Contribuții teologico-filosofice ale scriitorilor daco-romani, în: „Academica“, XIII, nr. 16–17 (153–154), 2003;
- Probleme logico-filosofice în scrierile slavo-române, în: „Academica“, XIII, nr. 18 (155), 2003;
- Semnificația axiomelor în context istoric la Dimitrie Cantemir, în: „Academica“, XIII, nr. 19 (156), 2003;
- Autologiile transcendenței, în: „Academica“, XIV, nr. 23 (160), 2004;
- Valorificarea tradiției neoaristotelice în filosofia românească, în „Academica”, XIV, nr. 24 (161), martie 2004;
- Categoriile fundamentale ale filosofiei sistematice, în „Academica”, XIV, nr. 26 (163), mai 2004.
- Începuturile gândirii filosofice sistematice românești la Dimitrie Cantemir, în „Academica”, XIV, nr. 27-28 (164-165), iunie-iulie 2004;
- Apărarea filosofiei românești în lucrările lui Mircea Vulcănescu, în „Revista de filosofie”, LI, nr. 1-2, 2004;
- Facultățile gândirii: aspecte istorice și psiho-lingvistice, în „Academica”, XIV, nr. 29 (166), august 2004;

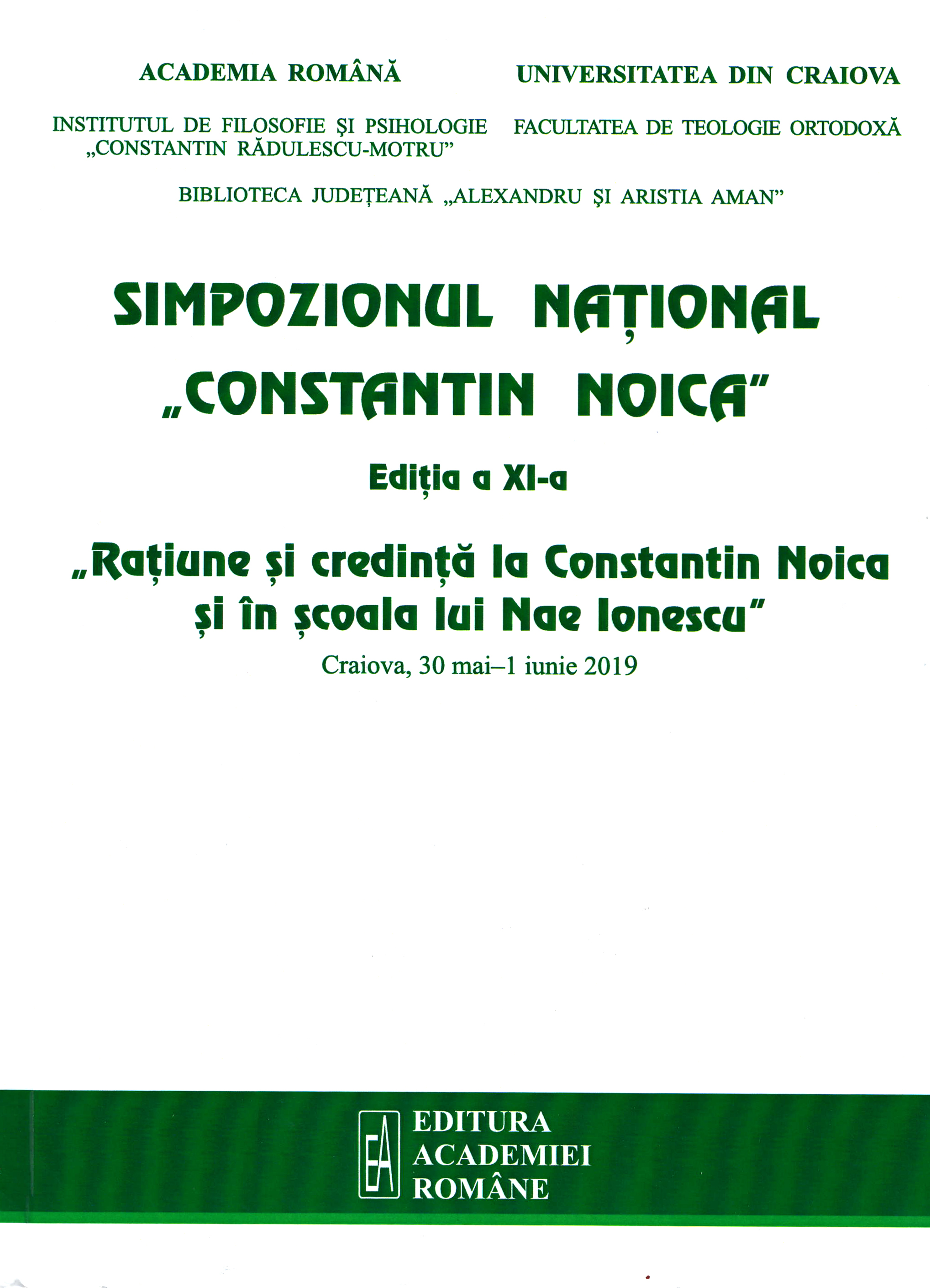
Simpozionul Constantin Noica - 2019

- Simpozionul Constantin Noica - 2019Aspecte metodologice ale sistemelor categorial-filosofice, în „Academica”, XIV, nr. 30 (167), septembrie 2004;
- Deschiderea sistemelor categorial-filosofice, în „Academica”, XIV, nr. 31 (168), octombrie 2004;
- Raportul filosofiei cu științele, în „Academica”, XV, nr. 33 (170), decembrie 2004;
- Problema existenței. Controverse terminologice, în „Academica”, XV, nr. 34 (171), ianuarie 2005;
- Antecedente populare, culturale și filosofice ale rostirii filosofice românești, în „Symposion”, II, nr. 1 (3), 2004;
- Dimensiunea românească a existenței la Mircea Vulcănescu – chestiuni generale, în „Symposion”, II, nr. 2 (4), 2004;
- Semnificația tradițională și modernă a existenței, în „Academica”, XV, nr. 35 (172), februarie 2005;
- Existență Nemijlocită și existențialism, în „Academica”, XV, nr. 36 (173), martie 2005;
- Centenar Anton Dumitriu, în „Academica”, XV, nr. 38 (175), mai 2005;
- Perspectiva logicistă a Existenței, în „Academica”, XV, nr. 39 (176), iunie 2005;
- Actualizare și potențializare la Lucian Blaga și Ștefan Lupașcu, în „Academica”, XV, nr. 40 (177), iulie 2005;
- Cuvânt înainte, la Alexandru Bogza, Logica realismului critic, Edit. Academiei Române, București, 2005;
- Semnificația psihognoseologică a Existenței Nemijlocite, în „Academica”, XV, nr. 41-42 (178-179), august-septembrie, 2005;

Mircea Vulcănescu despre lumea de aici și de dincolo, în „Academica”, XV, nr. 43 (180), octombrie, 2005;
- Semnificația originară a Transcendenței, în „Academica”, XVI, nr. 44 (181), noiembrie 2005;
- Idealul unității naționale la primii filosofi români, în „Academica”, XVI, nr. 45 (182), decembrie 2005;
- Poezie, istorie și filosofie la Mihai Eminescu, în „Academica”, XVI, nr. 46 (183), ianuarie 2006;

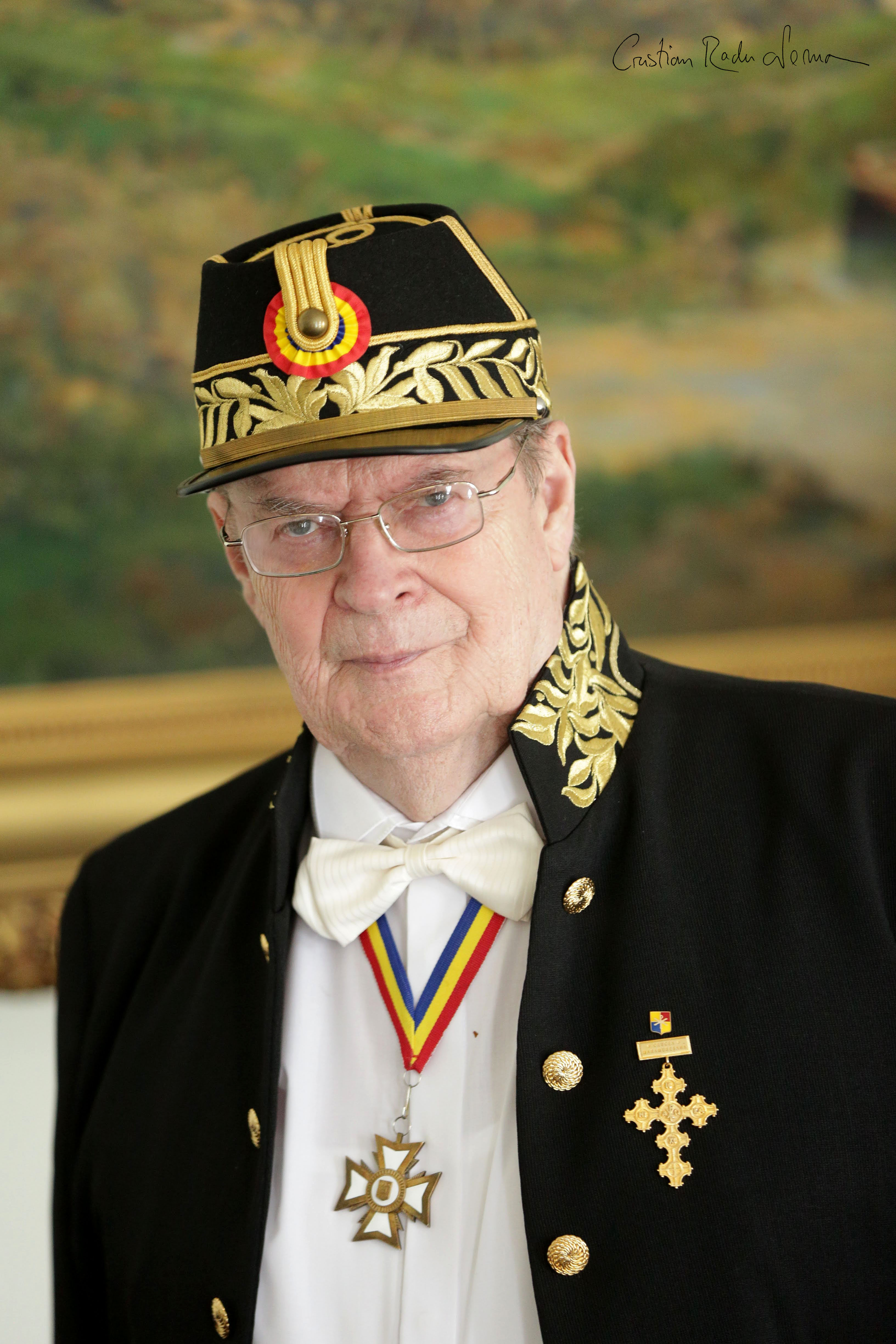
Alexandru Surdu la Academia Română

- Elemente speculative în gândirea vechilor egipteni, în „Academica”, nr. 47 (184), februarie 2006;
- Ființa ființei la Mircea Vulcănescu, în „Symposion”, 1 (5), 2005;
- Mircea Vulcănescu despre transcendență, în „Symposion”, 2 (6), 2005;
- Mircea Vulcănescu despre firea ființei, în „Symposion”, nr. 1 (7), 2006; „Academica”, XVI, nr. 48-49 (185-186), martie-aprilie, 2006;
- Poziția dialecticii speculative față de logica tradițională, în „Academica”, XVI, nr. 50 (187), mai 2006;
- Logica tradițională din perspectivă modernistă, în „Academica”, XVI, nr. 51 (188), iunie 2006;
- Ovidiu Papadima despre „rânduială”, în „Academica”, XVI, nr. 52-53 (189-190), iulie-august 2006;
- Semnificația originară a Subsistenței, în „Academica”, XVII, nr. 56-57 (193-194), noiembrie-decembrie, 2006;
- Cumințenia pământului. Un mod de a filosofa asupra artei lui Constantin Brâncuși, în „Symposion”, IV, nr. 2 (8), 2006;
- Viziunea lui Constantin Noica despre rostirea filosofică, în „Simposion”, V, nr. 1 (9), 2007.

## Studii și articole (2013-2018)
1. Logică și religiologie în Teologie și logică, Editura Academiei Române, 2013.
2. Formele de bază ale gândirii speculative în Probleme de logică, Principia Mathematica - un secol de la apariție, vol. XVI, Editura Academiei Române, București, 2013.
3. Aparițiile Existenței Nemijlocite, în Studii de teoria categoriilor, vol. V, Editura Academiei Române, București, 2013.
4. Filosofia educației la Spiru Haret, în Studii de istorie a filosofiei românești - Timp și spațiu în gândirea românească, vol. IX, Editura Academiei Române, București, 2013.
5. Întru obârșie era rostirea, în vol. Simpozionul Național „Constantin  Noica“ Ediția a IV-a, „La început era cuvântul“, Constanța, 17-18 mai 2012, Ed,Academiei Române, București, 2013.
6. Preocupări filosofice la Eminescu, în „Clipa“, ianuarie, 2013.
7. Marele proiect al lui Ștefan Odobleja, în „Clipa“, februarie, 2013.
8. Festivalul internațional Lucian Blaga (XXXIII), în „Clipa“, mai, 2013.
9. Când fâlfâie, pe lume, violetul (Gânduri despre poezia lui George Bacovia), în „Clipa“, august, 2013.
10. Despre problema noutății în filosofie, în „Clipa“, noiembrie, 2013.
11. Existențializarea, în „Cercetări filosofico-psihologice“, an V, nr. 1 (8), ianuarie-iunie, 2013.
12. Un patriot prin participare, în „Academica“, XXIII, nr. 9, septembrie, 2013.
13. Jertfa de sânge pentru Marea Unire, în „Academica“, nr. 3, martie, 2014.
14. Constantin Brâncoveanu și Cetatea lui Dumnezeu, în „Academica“, nr. 4, aprilie, 2014.
15. Hiperexactitate și perfecțiune la Mihai Eminescu, în „Pro Saeculum“, XIII, nr. 3-4 (95-96), 15 aprilie-1 iunie 2014.
16. Spiritualitate românească și noblețe în Maramureș, în „Academica“, nr. 6-7, iunie-iulie, 2014.
17. Memorialul de la Valea Plopului, în „Contemporanul“, XXV, nr. 10, octombrie, 2014.
18. Logical and Pedagogical Aspects in Dimitrie Cantemir’s Work, în „Cercetări filosofico-psihologice“, anul VI, nr. 1, 2014.
19. De la caligrafie la Filocalie, în „Cercetări filosofico-psihologice“, anul VI, nr. 2, 2014.
20. Introducere la teoria Ființei, în Studii de teoria categoriilor, volumul VI, 2014.
21. Probleme perene și concepte deschise în istoria filosofiei în Simpozionul Național Constantin Noica, ediția a VI-a: Concepte deschise, coord. Alexandru Surdu, ed. îngrijită de Mona Mamulea, București, Edit. Academiei  Române,  2014.
22. Despre existență, ființă și realitate din perspectiva filosofiei sistematice categoriale,  în  Studii de istorie a filosofiei românești, X: Existență, ființă, realitate, coord. Viorel Cernica, Mona Mamulea, Titus Lateș, Mihai Popa, București, Editura Academiei Române, 2014.
23. Nota editorului la Nicolae Bagdasar, Pagini inedite: Existențialismul  (I),  în „Revista de filosofie“ nr. 1/2014, p. 81-98.
24. Ondulațiunea universală și sufletul românesc, în „Academica“, XXV, nr. 10 (300), octombrie 2015.
25. Lucian Blaga despre noul eon sau noua eră (new age), în „Academica“, XXV, nr. 8-9 (298-299), august-septembrie 2015.
26. De la economia politică la politica economică, în Filosofie și Economie, Editura ASE, București, 2015.
27. Semnificația pentadică a morții în „ Miorița“, în „Academica“, XXV, nr. 5 (295), mai 2015.
28. Teoria categoriilor la Constantin Noica, în Simpozionul național  „Constantin Noica“, vol. VII, Edit. Academiei Române, București, 2015.
29. Cugetări la margine de drum, în „Contemporanul“, nr. 11, 23 noiembrie 2015.
30. Semnificația pentadică a morții în „Miorița“, în Miorița în cumpăna vremurilor. Perspective filosofice, Coordonatori: Claudiu Baciu, Marius Dobre, Editura  Academiei  Române, 2016.
31. Concepția intuiționistă despre dezvoltarea matematicii, în Studii de epistemologie și de teoria valorilor, vol. II, Coordonatori: Marius Drăghici, Gabriel Nagâț, Editura Academiei Române, 2016.
32. Cu Lucian Blaga spre tainițele sufletului românesc, în Studii de istorie a filosofiei românești, vol. XII, Coordonatori: Alexandru Surdu, Mihai Popa, Mona Mamulea, Viorel Cernica, Titus Lateș, Editura Academiei Române, 2016.
33. Intelectul și cumestele (Posestion), în Studii de teoria categoriilor, vol. VIII, Coordonatori: Alexandru Surdu, Sergiu Bălan, Mihai Popa, Editura Academiei Române, 2016.
34. Cugetări la margine de drum, în „Contemporanul“, nr. 1/2016.
35. Elena Solunca în dialog cu Alexandru Surdu. Actul concepției sau ideației este faza cea mai frumoasă a creației, în „Contemporanul“, nr. 2/2016.
36. La porțile împărăției, în „Contemporanul“, nr. 3/2016.
37. Simularea apocalipsei, în „Contemporanul“, nr. 4/2016.
38. Vremea judecătorilor, în „Contemporanul“, nr. 5/2016 .
39. Problema trecerilor dintre orânduirile economice, I, în  „Contemporanul“, nr. 6/2016.
40. Despre apocalipsă, în „Contemporanul“, nr. 7/2016.
41. Problema trecerilor dintre orânduirile economice, în „Contemporanul“, nr. 8/2016.
42. Mergentheim. La sediul cavalerilor teutoni, în „Contemporanul“, nr. 9/2016.
43. Vișeul de Sus. La sediul cavalerilor marmațieni, în „Contemporanul“, nr. 6/2016.
44. Logos, cuvânt și rostire, în „Academica“, Anul XXVI (309-310),  nr. 7-8, Iulie - August, 2016.
45. De la economia politică la politica economică, în „Contemporanul“, an XXVIII, nr. 2 (770), 22 februarie 2017.
46. Despre Dumnezeu și transcendență, în „Contemporanul“, an XXVIII, nr. 7 (780), 20 martie 2017.
47. Lucian Blaga despre noul eon sau despre noua eră, în „Contemporanul“, an XXVIII, nr 7 (784), 24 iulie 2017.
48. Enciclopedia familiilor nobile de origine română  în  „Contemporanul“, an XXVIII nr. 8 (785), 8 august 2017.
49. Teoria categoriilor la Constantin Noica, în „Contemporanul“, an XXVIII, nr. 8 (786), 18 septembrie 2017.
50. Filosofia românească și Marea Unire, în „Contemporanul“, an XXVIII, nr. 9 (787), 10 octombrie 2017.

## Volume colective coordonate (2013-2018)
1. Studii de teoria categoriilor, vol. V, VI, VII, VIII, IX, Edit. Academiei Române, București, 2013, 2014, 2015, 2016, 2017.
2. Probleme de logică, vol. XVI, XVII, XVIII, XIX, XX, Editura Academiei Române, București, 2013, 2014, 2015, 2016, 2017.
3. Studii de istorie a filosofiei universale, vol. XX, XXI, XXII, XXIII, XXIV, Edit. Academiei Române, București, 2013, 2014, 2015, 2016, 2017.
4. Studii de istorie a filosofiei românești, vol. VIII, IX, X, XI, XII, Edit. Academiei Române, București, 2013, 2014, 2015, 2016, 2017.
5. Studii de epistemologie și de teoria valorilor, vol. I, II, III, Edit. Academiei Române, București, 2015, 2016, 2017.
6. Simpozionul Național „Constantin Noica“, ediția V, VI, VII, VIII, IX, Editura Academiei Române, București, 2013, 2014, 2015, 2016, 2017.
7. Simpozionul Național „Constantin Rădulescu-Motru“, ediția I, II, Editura Academiei Române, București, 2016, 2017.

## Reviste (2013-2018)
1. „Revista  de  filosofie”, tom LX, LXI, LXII, LXIII, LXIV, 2013, 2014, 2015, 2016, 2017.
2. „Revue Roumaine de Philosophie“, tom LVII, LVIII, LIX, LX, LXI, 2013, 2014, 2015, 2016, 2017.
3. „Cercetări filosofico-psihologice“, tom V, VI, VII, VIII, IX, 2013, 2014, 2015, 2016, 2017.
4. „Revista de psihologie“, tom V, VI, VII, VIII, IX, 2013, 2014, 2015, 2016, 2017.

## Interviuri (2013-2018)
1. Elena Solunca, Filosofia cea de toate zilele, în „Curentul“, vineri, 19 iulie 2013.
2. Alexandru Valentin Crăciun, Despre frica de Dumnezeu.
3. Eugeniu Nistor, Convorbirile noastre (Dialog despre viitor), în „Târnava“, nr. 94-99 (1-6), 2015.
4. Elena Solunca, Despre logica și filosofia românească, în „Contemporanul“,  XXVI, nr. 5 (758), 2015.
5. Teodor Vidam, Pe marginea gândirii speculative, în „Mișcarea literară“, XV, nr. 2 (58), 2016.
6. Elena Solunca, De la concepție la realizare, în „Contemporanul“, XXVII, nr. 2 (767), 2016.

## Ediții critice

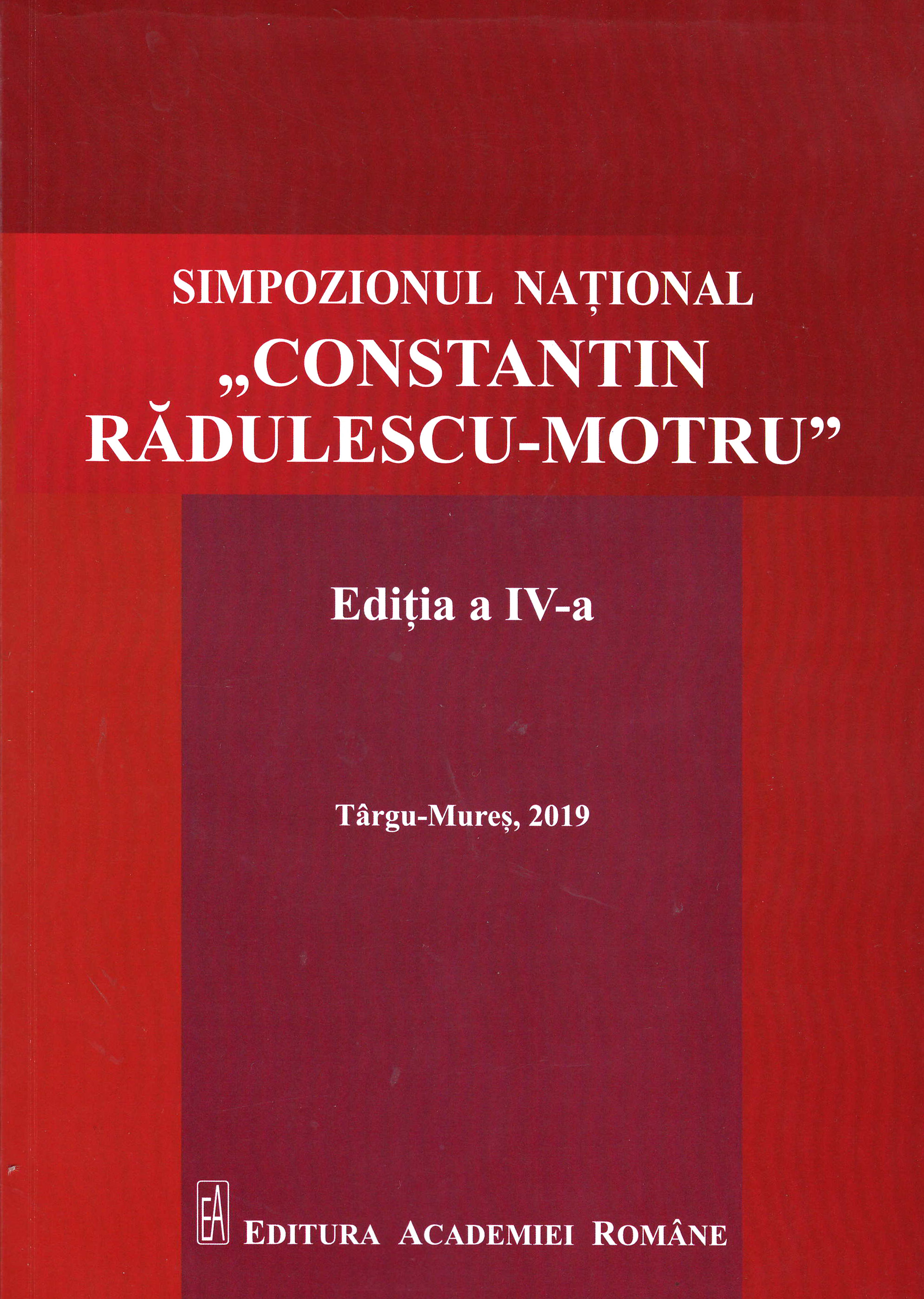
Simpozionul Constantin Radulescu-Motru